# Экосанитария
Экологическая санитария, часто именуемая сокращенно Экосан (также произносится как эко-сан или ЭкоСан) — это подход, который характеризуется стремлением безопасно «замкнуть петлю» (прежде всего для питательных веществ и органического вещества) между санитарией и сельским хозяйством. Экосанитарные системы безопасно утилизируют продукты жизнедеятельности человека (прежде всего мочу и фекалии) для использования их сельском хозяйстве таким образом чтобы использование невозобновимых ресурсов было минимизировано. Когда экосанитарные системы надлежащим образом спроектированы и эксплуатируются, то они направлены на то чтобы обеспечить гигиенически безопасный, экономически оправданный и замкнутый процесс превращения отходов человеческой жизнедеятельности в питательные вещества, которые возвращаются в почву, а также возвращения воды в её естественный круговорот.

Экосанитарный круговорот веществ и воды

## Обзор
Основными целями экологической санитарии являются снижение рисков для здоровья, связанных с санитарией, загрязненной водой и отходами; предотвращение загрязнения подземных вод и поверхностных вод; а также повторное использование питательных веществ или энергии, содержащихся в отходах.
Экосанитария основана на общей концепции материальных потоков как части экологически и экономически устойчивой системы управления сточными водами, адаптированной к потребностям пользователей и соответствующим местным условиям. Это не способствует конкретной технологии санитарии, а скорее является определенной философией в обращении с веществами, которые до сих пор рассматривались просто как сточные воды и отходы, переносимые водой для удаления.

### Повторное использование в качестве удобрения
Первые сторонники систем экосанитарии уделяли большое внимание повышению производительности сельского хозяйства (за счет повторного использования экскрементов в качестве удобрений) и, таким образом, улучшению состояния питания людей в то же время, обеспечивая их безопасной санитарией. Снижение заболеваемости должно было быть достигнуто не только за счет сокращения числа инфекций, передаваемых фекально-оральным путем, но и за счет сокращения недоедания у детей.
Сельскохозяйственные испытания по всему миру показали измеримые преимущества использования обработанных экскрементов в сельском хозяйстве в качестве удобрения и кондиционера почвы. Это относится, в частности, к использованию мочи. Испытания повторного использования в Зимбабве показали положительные результаты при использовании мочи на зеленых листовых растениях, таких как шпинат или кукуруза, а также на фруктовых деревьях. Другое исследование в Финляндии показало, что использование мочи и использование мочи и древесной золы "может дать на 27% и 10% больше биомассы корней красной свеклы". Во многих исследованиях было доказано, что моча является ценным, относительно простым в обращении удобрением, содержащим азот, фосфор, калий и важные микроэлементы.

#### Восстановление фосфора
Еще одной проблемой, которую пытаются решить системы экосанитарии, является возможная предстоящая нехватка фосфора. Фосфор играет важную роль в росте растений и, следовательно, в производстве удобрений, но является ограниченным минеральным ресурсом. Аналогичная ситуация и с калием. Известные запасы минеральных фосфатных пород становятся дефицитными и все более дорогостоящими для добычи – это также называется "пиковым фосфорным" кризисом. Один обзор мирового предложения фосфатов показал, что в случае сбора фосфат в моче может обеспечить 22% от общего спроса.

### Преимущества
Преимущества систем экосанитарии включают в себя:
- Сведение к минимуму проникновения патогенов из человеческих экскрементов в водный цикл (подземные и поверхностные воды) - например, загрязнение подземных вод выгребными ямами.
- Сохранение ресурсов за счет снижения потребления воды, замены минеральных удобрений и минимизации загрязнения воды.
- Меньшая зависимость от добываемого фосфора и других невозобновляемых ресурсов для производства удобрений.
- Снижение потребления энергии при производстве удобрений: Мочевина является основным компонентом мочи, но мы производим огромное количество мочевины, используя ископаемое топливо. При правильном управлении мочой можно снизить затраты на лечение, а также затраты на удобрения.

## История

### Повторное использование экскрементов в системах сухой санитарии
Восстановление и использование мочи и кала в "сухих системах санитарии", то есть без канализации или без смешивания значительного количества воды с экскрементами, практикуется почти во всех культурах. Повторное использование не ограничивалось сельскохозяйственным производством. Римляне, например, знали об отбеливающем свойстве аммиака в моче и использовали его для отбеливания одежды.
Многие традиционные сельскохозяйственные общества признавали ценность человеческих отходов для плодородия почвы и практиковали "сухой" сбор и повторное использование экскрементов. Это позволило им жить в сообществах, в которых питательные вещества и органические вещества, содержащиеся в экскрементах, возвращались в почву. Исторические описания этих практик скудны, но известно, что повторное использование экскрементов широко практиковалось в Азии (например, в Китае, Японии, Вьетнаме, Камбодже, Корее), а также в Центральной и Южной Америке. Однако наиболее известным примером организованного сбора и использования человеческих экскрементов для поддержки производства продуктов питания является Китай. Ценность "ночного золота" в качестве удобрения была признана благодаря хорошо развитым системам, позволяющим собирать экскременты из городов и транспортировать их на поля. Китайцы знали о преимуществах использования экскрементов в растениеводстве более 2500 лет назад, что позволило им содержать больше людей с более высокой плотностью, чем любая другая система сельского хозяйства.
В Мексике культура ацтеков собирала человеческие экскременты для сельскохозяйственного использования. Один из примеров такой практики был задокументирован для ацтекского города Теночтитлан, который был основан в 1325 году и был одним из последних городов доиспанской Мексики (завоеванной в 1521 году испанцами): население проводило уборку в специальных лодках, пришвартованных в доках вокруг города. Смеси мусора и экскрементов использовались для удобрения чинамп (сельскохозяйственных полей) или для укрепления берегов, граничащих с озером. Мочу собирали в контейнеры во всех домах, затем смешивали с грязью и использовали в качестве красителя для ткани. Ацтеки признавали важность переработки питательных веществ и соединений, содержащихся в сточных водах.
В Перу инки высоко ценили экскременты в качестве удобрения, которое хранилось, сушилось и измельчалось для использования при посадке кукурузы.
В Средние века использование экскрементов и серой воды в сельскохозяйственном производстве было нормой. Европейские города быстро урбанизируются, и санитария становится все более серьезной проблемой, в то же время сами города становятся все более важным источником сельскохозяйственных питательных веществ. Таким образом, практика непосредственного использования питательных веществ в экскрементах и сточных водах для сельского хозяйства продолжалась в Европе до середины 19 века. Фермеры, признавая ценность экскрементов, стремились получить эти удобрения для увеличения производства и улучшения городской санитарии. Эта практика также называлась гонг-фермером в Англии, но несла много рисков для здоровья тех, кто был связан с транспортировкой экскрементов и фекального осадка.
Традиционные формы санитарии и повторного использования экскрементов сохранялись в различных частях мира на протяжении веков и все еще были обычной практикой на заре промышленной революции. Даже по мере того, как мир становился все более урбанизированным, питательные вещества в экскрементах, собираемых из городских систем санитарии без смешивания с водой, все еще использовались во многих обществах в качестве ресурса для поддержания плодородия почвы, несмотря на рост плотности населения.

### Снижение извлечения питательных веществ из человеческих экскрементов в сухих системах
Извлечение питательных веществ из экскрементов в системах канализации, не связанных с канализацией, решает проблемы санитарии в населенных пунктах в Европе и других странах и способствует повышению производительности сельского хозяйства. Однако эта практика не стала доминирующим подходом к городской санитарии в 20-м веке и постепенно была заменена канализационными системами санитарии без рекуперации питательных веществ (за исключением сельскохозяйственного повторного использования осадка сточных вод в некоторых случаях) – по крайней мере, для городов, которые могут себе это позволить.
Было четыре основных движущих фактора, которые привели к упадку в восстановлении и использовании экскрементов и серой воды из европейских городов в 19 веке:
- Рост городских поселений и увеличение удаленности от сельскохозяйственных полей.
- Увеличение потребления воды и использование смывного туалета: Промывка воды значительно увеличила объем сточных вод, в то же время разбавляя питательные вещества, что делает практически невозможным их восстановление и повторное использование, как это было ранее.
- Производство дешевых синтетических удобрений, делающих любые усилия по извлечению и повторному использованию питательных веществ и органического материала из больших объемов сточных вод устаревшими.
- Политическое вмешательство как следствие осознанной необходимости изменений в отношении того, как обращаться с пахучими веществами: Вплоть до конца девятнадцатого века доминирующей теорией распространения болезней была теория миазмов. Эта теория утверждала, что от всего, что пахнет, нужно избавиться, потому что вдыхание плохих запахов, как считалось, приводит к болезни.

Использование (пахучего) навоза животных в сельском хозяйстве продолжается и по сей день, вероятно, потому что считалось, что запах навоза не способствует человеческим болезням.
Извлечение питательных веществ из сточных вод по-прежнему продолжается в двух формах:
- Повторное использование сточных вод или рекуперация ресурсов: использование необработанных, очищенных или частично очищенных сточных вод для орошения в сельском хозяйстве (с соответствующими рисками для здоровья, если это делается ненадлежащим образом, что часто имеет место в развивающихся странах).
- Применение осадка сточных вод на сельскохозяйственных угодьях, что не лишено противоречий во многих промышленно развитых странах из-за риска загрязнения почв тяжелыми металлами и микрозагрязнителями при неправильном управлении[13].

### Исследования с 1990-х годов и далее
Шведское агентство по международному сотрудничеству в целях развития (Sida) финансировало "Программу исследований и разработок SanRes" в период с 1993 по 2001 год, которая заложила основу для последующей "программы EcoSanRes", осуществляемой Стокгольмским институтом окружающей среды (2002-2011). Публикация Sida под названием "Экологическая санитария" в 1998 году обобщила накопленные на сегодняшний день знания об этой науке в популярной книге, которая была опубликована вторым изданием в 2004 году. Книга также была переведена на китайский, французский и испанский языки.
Исследование того, как сделать повторное использование мочи и кала безопасным в сельском хозяйстве, было проведено шведскими исследователями: Хаканом Йонссоном и его командой, чья публикация "Руководящие принципы использования мочи и кала в растениеводстве" стала важной вехой, которая позже была включена в "Руководящие принципы ВОЗ по безопасному повторному использованию сточных вод, экскрементов и серой воды" с 2006 года. Концепция множественных барьеров для повторного использования, которая является ключевым краеугольным камнем этой публикации, привела к четкому пониманию того, как можно безопасно повторно использовать экскременты.

### Споры между экспертами
В 1990-е годы, когда термин "экосанитария" был чем-то новым, дискуссии были жаркими и конфронтационными. Сторонники экологической санитарии заявили о своих правах на сдерживание, обработку и повторное использование. Сторонники же традиционных систем канализации защищали отхожие места и канализационные системы с водой. Сторонники экосанитарии критиковали традиционную санитарию за загрязнение водных путей питательными веществами и патогенами. Примерно с 2007 года две противоборствующие стороны постепенно находили способы взаимодействия друг с другом, и создание Альянса по устойчивой санитарии в этом году еще больше помогло обеспечить пространство для встречи всех субъектов санитарии и продвижения в одном направлении устойчивой санитарии.